# Santa Capilla de Nuestra Señora del Pilar

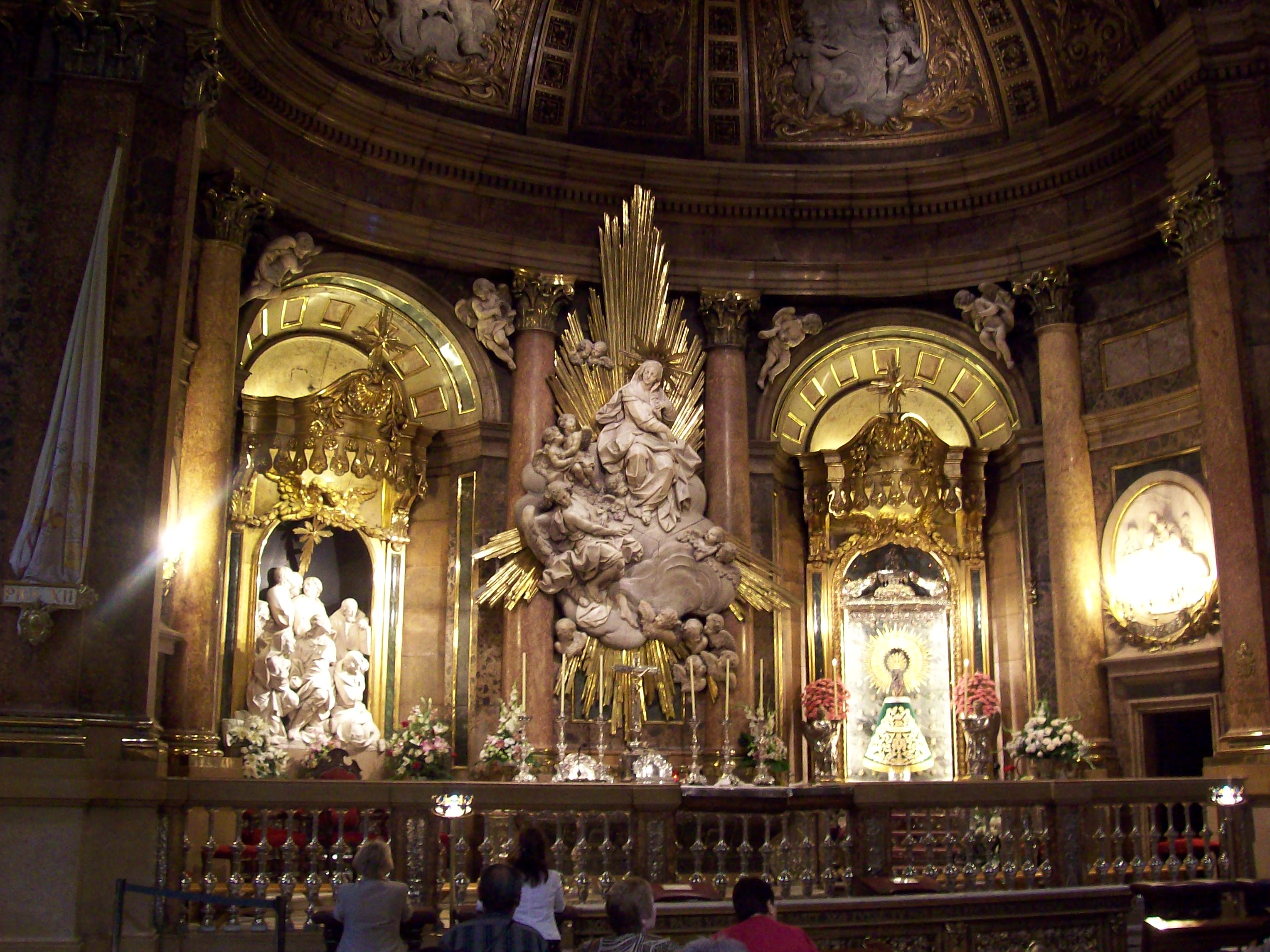
Vista frontal de la Santa Capilla

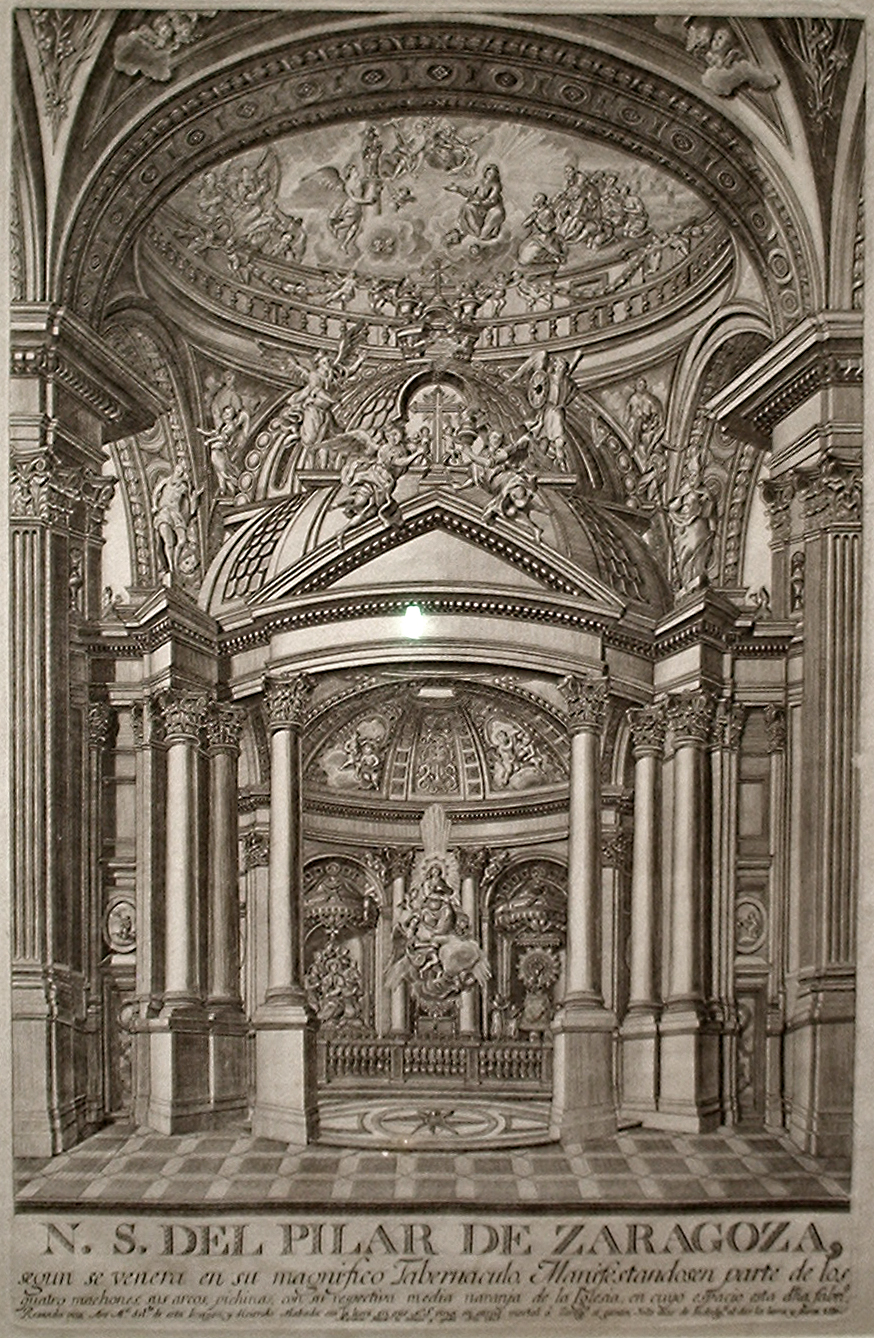
Santa Capilla de Nuestra Señora del Pilar. Grabado por Mariano Latasa en 1805.

La Santa Capilla de Nuestra Señora del Pilar de Zaragoza es un templete barroco construido por Ventura Rodríguez entre 1750 y 1765 en el interior de la Basílica del Pilar para alojar la columna (el «pilar») sobre la que, según la tradición, se apareció María a Santiago en el año 40, y la imagen de la Virgen que sostiene.
La capilla que diseñó Ventura Rodríguez como joyel que realzara la imagen de la Virgen, supuso una de las obras maestras de la arquitectura barroca española. En ella, con materiales de gran nobleza, se da una completa integración de la escultura y la arquitectura. Dirigió las obras José Ramírez de Arellano —artífice también de los grupos escultóricos del interior—, ya que Ventura Rodríguez solo estuvo en El Pilar en dos ocasiones.
El espacio está concebido como un baldaquino dentro del templo y está situado bajo el segundo tramo de la nave central. La planta es curvilínea de cruz griega de remates redondeados en planta, cubierta por una cúpula central elíptica, sobre un entablamento que discurre sinuoso en una línea de cuatro lóbulos. La cubierta se perfora en transparentes que dejan pasar la luz y se adorna todo el conjunto con esculturas exentas en las cornisas y grupos escultóricos en relieve según un programa que incluye la necesidad de realzar la camarilla de la Virgen, situada fuera del eje a la derecha del espectador. Los juegos de curvas y volúmenes están en deuda con la obra de Bernini y Borromini, con la arquitectura bizantina, el rococó y el neoclasicismo.

## Descripción

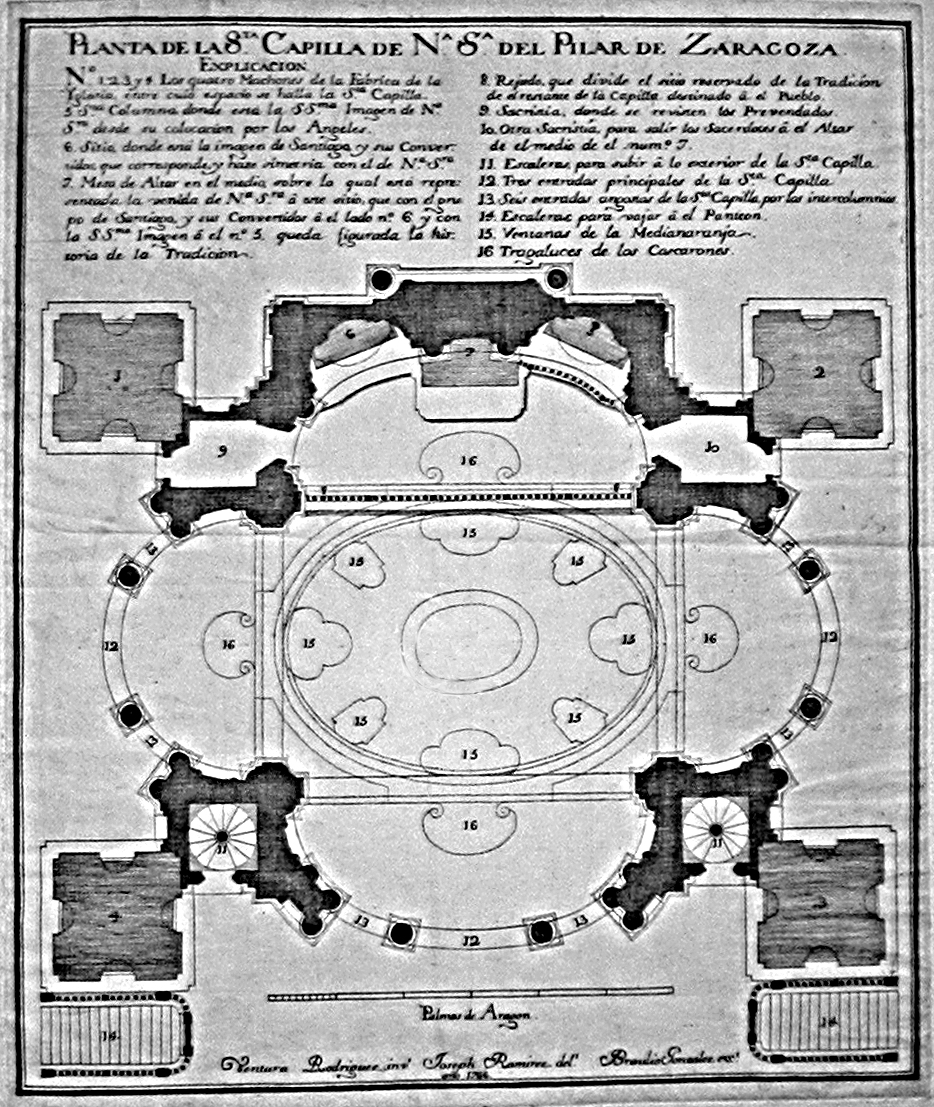
Planta de la Santa Capilla de Nuestra Señora del Pilar de Zaragoza, según proyecto de Ventura Rodríguez, dibujado por José Ramírez de Arellano y grabado en 1766 por Braulio González. Epígrafe: «Explicación»
N.º 1, 2, 3 y 4. Los cuatro machones de la fábrica de la iglesia, entre cuyo espacio se halla la Santa Capilla.
5. Santa Columna donde está la Santísima Imagen de Nuestra Señora.
6. Sitio donde está la imagen de Santiago y sus Convertidos, que corresponde y hace simetría con el de Nuestra Señora.
7. Mesa de Altar en el medio, sobre la cual está representada la venida de Nuestra Señora a este sitio, que con el grupo de Santiago y sus Convertidos al lado n.º 6 y con la Santísima Imagen al lado n.º 5 queda figurada la historia de la Tradición.
8. Rejado que divide el sitio reservado de la Tradición del restante de la Capilla destinado al pueblo.
9. Sacristía donde se reúnen los prebendados.
10. Otra Sacristía para salir los sacerdotes al altar del medio del n.º 7.
11. Escaleras para subir a lo exterior de la Capilla.
12. Tres entradas principales de la Santa Capilla.
13. Seis entradas angostas de la Santa Capilla por los intercolumnios.
14. Escaleras para bajar al Panteón.
15. Ventanas de la media naranja.
16. Tragaluces de los cascarones.

Inspirada en el barroco romano, la capilla es un tabernáculo ideado para acoger el camarín de la Virgen del Pilar, erigido en el interior del segundo tramo de la nave central de la Basílica. Se trata de un templete de formas curvilíneas inspirado en su función en el baldaquino de San Pedro del Vaticano. El edificio integra armoniosamente arquitectura y escultura y está fabricado con materiales de gran suntuosidad, fundamentalmente mármoles y bronce: jaspe de Ricla en los zócalos, de Tortosa en las columnas y pilastras, mármol amarillo de La Puebla de Albortón en los pedestales, bronce en basas y capiteles, mármol verde de Granada en el camarín de la Virgen y mármol de Carrara en las principales esculturas.

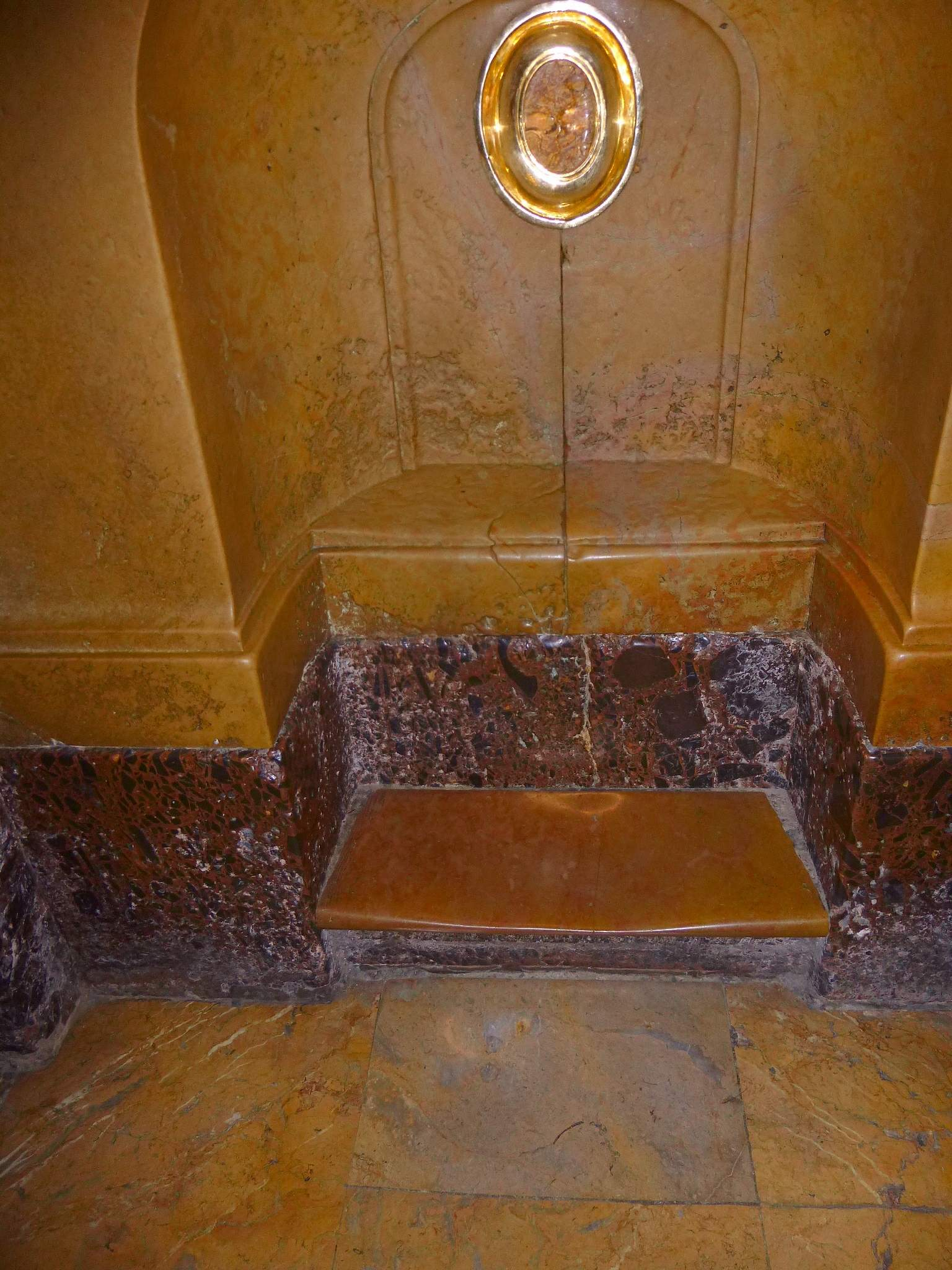
Humilladero o adoratorio de la columna de jaspe rosa, en la pared posterior de la Santa Capilla. Nótese el desgaste del óvalo a la vista del pilar jaspeado, besado por los fieles, así como del peldaño de mármol donde estos se arrodillan.

La fábrica presenta un cuerpo principal de planta central cubierto por una cúpula ovoide perforada, al que se añaden en los cuatro lados, a modo de brazos de una planta de cruz griega redondeada, otros cuatro cuerpos más pequeños que rematan en cúpulas de cuarto de naranja. Los del atrio y presbiterio son elípticos y los de los lados de planta semicircular. De ese modo, el peso de la cúpula central calada es contrarrestado por las cuatro semicúpulas de los cortos brazos que descargan su peso en muros y columnas al pavimento de la catedral-basílica. El espacio central se abre al exterior a través de tres pórticos curvos en los que se alzan columnas corintias exentas y adosadas que contribuyen a sustentar la estructura apoyada en entablamentos curvos y pechinas entre las cúpulas de cuarto de naranja.
El espacio interior se divide en dos, un presbiterio en el muro frontero cerrado en que se sitúa, a la derecha del espectador, el nicho la columna venerada —o «pilar»— sobre la que descansa una imagen de la Virgen María con el Niño Jesús en madera sobredorada de 1438; y por otro lado, el espacio restante dedicado a los fieles, que se extiende a los dos lados y al frente mediante espacios abiertos entre columnas en los pórticos. Todo el conjunto recibe ornamentación de relieves escultóricos y estatuas exentas.
La solución arquitectónica recuerda tanto a soluciones del barroco romano (Sant'Andrea al Quirinale de Bernini o Sant'Ivo alla Sapienza de Borromini) como a las de la arquitectura bizantina de Santa Sofía, con una cúpula apoyada en semicúpulas que ejercen de contrafuertes, pero añadiendo rasgos rococó en los calados de la cubierta o los remates ornamentales. Por otro lado, la utilización de la planta de cruz griega redondeada, los frontones triangulares o las columnas corintias remiten al neoclasicismo. Se logra con todo ello una arquitectura sólida, rotunda y suntuosa, pero que da una impresión de ligereza por sus pórticos abiertos y sus cubiertas caladas.
Uno de los mayores problemas de este espacio es conseguir realzar la imagen de la Virgen sobre la columna que, por razón de la tradición, debía permanecer en el mismo lugar en el que se supone que se apareció a Santiago y en el que estuvo desde que hay noticia. La imagen venerada se encuentra escorada y cercana a uno de los enormes pilares de la Basílica. Para ello, Ventura Rodríguez dispuso todo un complejo programa iconográfico escultórico en el muro cerrado del presbiterio que dirigiera la atención del espectador hacia el nicho sagrado. Para llevarlo a cabo, José Ramírez de Arellano ejecutó dos relieves en los entrepaños central e izquierdo de la pared frontera. En el central representó la Venida de la Virgen del Pilar a Zaragoza en el que María en gloria señala con su brazo derecho en diagonal abajo, hacia el camarín del Pilar, mientras que con su mirada y rostro girado hacia el lado contrario, conecta con otro relieve del mismo escultor, Santiago y los convertidos, con el cuerpo de la figura central del apóstol en contraposto y la cabeza mirando hacia la Virgen de la Venida. El juego de miradas y gestos relaciona los grupos y recorre todo el muro de cabecera de izquierda a derecha y de abajo a arriba, hasta caer abajo a la derecha donde se halla la columna de jaspe recubierta de plata y la talla de la Virgen. Esta solución permite que la pequeña imagen de treinta y ocho centímetros de altura, realzada por una corona de orfebrería y dispuesta sobre la columna arropada con un manto, alojada a su vez en un camarín o nicho de mármol verde decorado con estrellas de oro y piedras preciosas, atraiga la atención del espectador. A la parte posterior de la Virgen del Pilar se encuentra el humilladero o adoratorio de la columna, un nicho en el que se abre un óvalo por donde se accede a la superficie de jaspe del objeto venerado. Ingresando en él, los fieles tienen la costumbre, desde la Edad Media, de besar o tocar el jaspe de culto, ya convertido en una oquedad por el desgaste que le ocasiona este rito.
En cuanto a la decoración exterior, aparecen esculturas exentas sobre los frontis de los accesos: ángeles jóvenes y putti de gran variedad en sus gestos e imágenes de santos, como San Jerónimo penitente y San Isidoro de Sevilla, esculpidos por Manuel Álvarez de la Peña. José Ramírez también se ocupó de otras figuras: San Braulio de Zaragoza o San Beda. Carlos Salas Viraseca creó por su parte las de San Julián y Beato de Liébana. También Carlos Salas realizó relieves en la cara externa de los muros: La Soledad, La Dolorosa, Coronación de la Virgen y una alegoría: La Iglesia, la Monarquía y la Nación ante el Pilar de Zaragoza, todas ellas obras en mármol blanco. Sin embargo, el más monumental de estos relieves es el que se sitúa en la parte posterior del trasaltar de la Capilla, un relieve que Ventura Rodríguez pensó que fuera el del nuevo altar mayor de la Catedral, una vez eliminado el Retablo de Damián Forment, extremo que no se llegó a aceptar. Se trata de la Asunción de la Virgen, del mismo Carlos Salas. Una obra delicada y expresiva avalada por la Real Academia de Bellas Artes de San Fernando de Madrid y que costó en 1767 setenta y dos mil reales de vellón.
En las caras internas de la Santa Capilla también aparecen medallones con relieves en mármol blanco. De izquierda a derecha conforme se accede al tabernáculo desde su acceso central, aparecen: Nacimiento de la Virgen, Presentación en el Templo, Desposorios de la Virgen con San José —de Manuel Álvarez de la Peña—; Anunciación, Visitación, Encarnación del Verbo, Presentación de Jesús en el Templo e Inmaculada —estas de Carlos Salas—. Las pechinas de transición entre las semicúpulas y la cúpula central van decoradas asimismo con relieves de José Ramírez, Joaquín Arali, Lamberto Martínez Lasanta y Juan Adán, y los estucos de Juan de León y León Lozano, que se encargaron de la transición de yeserías con imitación de mármol de los relieves hacia el resto de las estructuras arquitectónicas. Todos ellos eran oficiales del taller de los Ramírez. La ornamentación se completó con dieciséis puertas de madera de nogal tallada, que cubren los vanos (unos reales y otros no practicables) situados a los lados de los pórticos.

## Historia

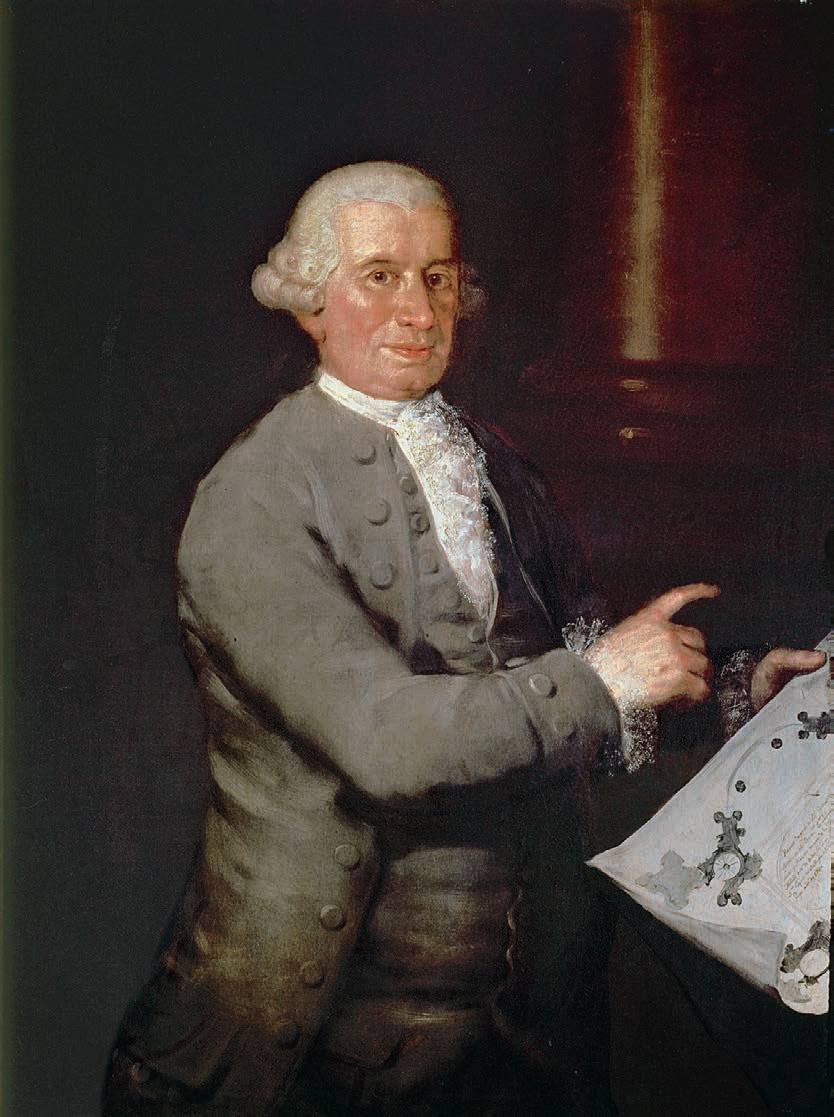
Ventura Rodríguez sostiene en sus manos el plano de la Capilla del Pilar. Óleo de Goya, 1784.

En el lugar donde la tradición afirma que la Virgen María se apareció «en carne mortal» y dejó testimonio de ello en una columna de jaspe sobre la que la propia Virgen conminó a erigir un templo en su honor, ha existido, desde tiempos inmemoriales, un templo de culto cristiano, documentado al menos en época mozárabe como Iglesia de Santa María en el siglo IX constituyendo en torno suyo uno de los barrios cristianos de la ciudad de Saraqusta en época islámica.
Sin embargo, tras la conquista de Zaragoza por el Alfonso I de Aragón en 1118, la citada iglesia mozárabe de Santa María Virgen debía estar en un estado de franco abandono, por lo que fue necesario acometer reformas en 1293 que no fructificaron hasta que en 1299 encontremos una mención que habla inconfundiblemente de la advocación del «Pilar». De este tiempo se conserva un tímpano con crismón que se encuentra integrado desde 1740 en el entrepaño más cercano a la puerta de la Capilla del muro sur de la fachada de la basílica. En esta época la capilla de la Virgen del Pilar estaba situada en un edificio anexo al templo, abierto en dos de sus lados o pandas, y separada de los fieles por una reja que aislaba la zona del presbiterio del resto de la capilla. En 1435 la Capilla sufrió un grave incendio, y se comenzó a construir otro templo de estilo gótico mudéjar, donde se alojó en 1515 el Retablo Mayor que hoy se conserva, a la vez que finalizaban las obras. El santo recinto permaneció durante casi dos siglos como una capilla alargada, pequeña y mal iluminada, hasta que en 1680 se acometa la reforma integral del templo (acabado en su espacio actual en 1730) que conllevaría, en último lugar, la reforma de la Santa Capilla que, tras varios proyectos planteados entre 1725 y 1750 culminarían con la reforma de Ventura Rodríguez que no comenzaría a acometerse hasta 1754.

### La Capilla del Pilar en la Edad Media y Moderna
En la Edad Media se distinguía entre el templo de Santa María y la Santa Capilla del Pilar, donde se rendía culto a la columna situada en una esquina del claustro románico anejo a la iglesia, que hacía las funciones de capilla de la Virgen. Con el tiempo, el nombre de los espacios se unen en el de iglesia de Santa María del Pilar y, posteriormente, en el de Basílica o Catedral de Nuestra Señora del Pilar.

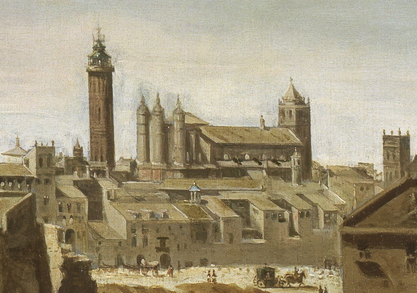
Detalle del templo mudéjar del Pilar en 1647, según la Vista de Zaragoza de Juan Bautista Martínez del Mazo.

El recinto, cuya capilla original, según sostiene la tradición, fundara el apóstol Santiago, se mantuvo según testimonio de Aimoino del siglo IX como templo mozárabe durante la dominación musulmana en la misma localización que ocupa en la actualidad. En época gótica, a la vez que se construye un nuevo templo gótico-mudéjar, se renueva el claustro, documentado por Diego de Espés en 1240. En 1293 la capilla de la Virgen se encontraba en estado de ruina y poco más tarde, una bula del papa Bonifacio VIII de 1297 confirma que ya se veneraba el pilar o columna. En 1435 un incendio destruye la Santa Capilla altomedieval y produce graves daños en el edificio del templo anejo. El templo mudéjar es inaugurado en 1515, a la vez que se trabaja en el retablo renacentista que hoy se alza en el altar mayor. Del estado de ese templo nos da una idea un croquis de la planta que se halla en el Archivo del Pilar, una vista de Antonio van den Wyngaerde de 1563 y la Vista de Zaragoza de Juan Bautista Martínez del Mazo de 1647, así como una descripción notarial del acta del edificio levantada el 2 de octubre de 1668. La Capilla antigua permaneció en pie hasta la reforma del templo del siglo XVIII.
Así pues, desde 1435 hasta bien entrado el siglo XVIII, la Santa Capilla era un edificio pequeño rectangular y sin ventanas, iluminado solo por las velas de lámparas de plata. La sala medía alrededor de 12,8 por 6,6 metros y se situaba en el ala norte de un claustro de cuatro pandas adornadas con capilla. La panda del sur daba a la iglesia de Santa María la Mayor, y la oeste se abría al exterior. Al norte estaba la sacristía de la Virgen (separada del resto del presbiterio por una balaustrada de 2,3 metros de largo por 1,8 de ancho), el altar mayor con un retablo de alabastro de fines del siglo XV o principios del siglo XVI dedicado a la Inmaculada Concepción, una capilla dedicada a Lanuza donde se encontraba su sepulcro renacentista, hoy día perdido y, en el ángulo noroccidental, el recinto del Sancta Sanctorum, con la columna empotrada en el muro oeste (que se consideraba levantado por Santiago), pegada al muro norte que daba a la orilla del Ebro. Los fieles tenían a su disposición también en aquel tiempo una capillita al otro lado del muro, en el exterior, para besar la columna, como sucede, de modo similar, en la actualidad. Excepto un óculo para besarla, la columna estaba forrada de plomo, según el viajero Gaspar de Barreiros (1542). Allí se encontraba también la imagen de 1438, posiblemente una ofrenda de la reina Blanca I de Navarra. Se alojaba en un dosel de plata desde el siglo XVII y estaba adornada, como hoy, con coronas, halos y mantos, que en aquel tiempo solo dejaban al descubierto el busto. Existía también en la minúscula capillita una mesa de altar que no se utilizaba.
Al interior del recinto se podía acceder a través del claustro, o mediante una pequeña puerta abierta en el muro occidental, cerca de la capilla de la Virgen. Todo el conjunto se dividía en nave y presbiterio, separado por una reja de hierro dorado situada a unos tres metros y medio de la cabecera. Los fieles no tenían acceso al interior del presbiterio, por lo que adoptaron la costumbre de colgar exvotos de la reja. El espacio de la capilla tenía una cubierta de bóveda de crucería estrellada con claves doradas que sustituyó en 1435 a uno anterior, posiblemente de madera. La capilla de la Virgen contenía un excelente cimborrio labrado, un retablo de alabastro (como se mencionó arriba) y dos pinturas o sargas góticas, que hoy se conservan en el Museo del Pilar. También había un coro y un órgano. Todo el conjunto se comunicaba con el templo de Santa María, pero funcionaba como un espacio religioso independiente.

### La reforma barroca
Como se dijo arriba, a pesar de que desde 1680 y tras los sucesivos proyectos de Francisco Herrera el Mozo, Felipe Sánchez y Domingo Yarza, el templo había sido reformado en su integridad, se mantenía la Capilla antigua intacta a la espera de una solución satisfactoria. El problema fundamental era el peso de la tradición que obligaba a mantener al menos la columna en el lugar donde siempre había estado y, quizá, el muro en el que se alojaba, que se decía levantado por Santiago y los siete convertidos en el momento de la aparición de la Virgen. Por tanto había que tomar una decisión con respecto a qué mantener intacto:
- Dejar en pie la totalidad de la Santa Capilla de la Edad Moderna (opción propuesta por Herrera el Mozo en 1680).
- Respetar el presbiterio o «Sagrado Recinto», desde la verja de hierro dorado.
- Mantener solo el cubículo separado por la balaustrada de plata donde se hallaban la columna y la Virgen —el «Sancta Santorum»—, junto con el tramo de la pared en la que se apoyaba, llamada «del Ángel Custodio», según la leyenda, erigida por Santiago y los siete convertidos. Era la opción preferente hacia 1695.
- Dejar intacta la columna y la Virgen. Esta fue la opción que acabó imponiéndose a partir del proyecto de Ventura Rodríguez de 1750.

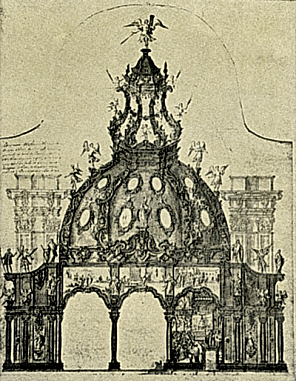
Proyecto rococó para la Santa Capilla (1725-1732) atribuido a Domingo Yarza.

Las vicisitudes fueron muchas. En un informe de 1725 consta que se había aprobado un proyecto de «cerramiento de la Santa Capilla» en el que se iban a usar «piedra de Calatorao, jaspes de Tortosa, mármoles de Génova, bronces dorados y lapislázuli». Existe una planta y sección de hacia 1732 a todo color (Archivo del Pilar) que muestra un templete rococó con cúpula y linterna calada —y que tiene muchas de las características del que luego diseñaría Ventura Rodríguez, aunque mucho más recargado de decoración de rocalla y otros elementos del estilo galante—, que se atribuye a Domingo Yarza.
Hubo posteriores intervenciones en el proyecto de artistas como Miguel Lorieri en 1732 o Pablo Diego Ibáñez en 1737. El cabildo catedralicio, en tanto, contactó con Filippo Juvarra para pedir su opinión sobre una maqueta de madera de 1735 que daba cuenta del estado del proyecto, e incluso, en 1748, un maestro arquitecto del rey (probablemente Sachetti), había acudido a Zaragoza a tomar medidas de la Santa Capilla.
Por fin, en 1750, acude Ventura Rodríguez a la ciudad del Ebro, para diseñar in situ el proyecto que acabaría ejecutándose. El 6 de octubre de 1751, Fernando VI dio conformidad a los planes y, bajo la dirección de las obras de José Ramírez de Arellano (designado en 1751 por Ventura Rodríguez), se comenzarían a ejecutar en 1754, con la participación del pueblo zaragozano, que en ocasiones ofrecía como dádiva su trabajo sin ningún tipo de remuneración. El 2 de noviembre de ese año había sido derruida la antigua fábrica de la capilla antigua. El patrocinio e intendencia corrió a cargo de Francisco Ignacio Añoa y Busto que, muerto un año antes de finalizar la obra, no pudo ver su reforma concluida. En 1762 las obras arquitectónicas habían prácticamente finalizado y entre 1762 y 1765 se trabajó en la decoración escultórica. En las Fiestas del Pilar de 1765, Luis García Mañero, el nuevo arzobispo de Zaragoza, consagraba la nueva Capilla.